# Susan Bunch
Susan Bunch este un personaj fictiv din serialul Friends, creat de David Crane și Marta Kauffman. Este interpretat de Jessica Hecht. 
Susan este partenera lesbiană a lui Carol Willick și mama vitregă a lui Ben. Cu Ross are o relație tensionată, nescăpând nici o ocazie să se insulte unul pe altul. Părinții ei par să fie de acord cu orientarea ei sexuală, spre deosebire de părinții lui Carol, George și Adelaide, care refuză să meargă la o nuntă de lesbiene, iar Carol se gândește să amâne nunta, dar Ross o convinge să revină asupra deciziei. Susan se arată totuși deranjată de faptul că nu are un loc bine stabilit în viața lui Ben ("Eu unde sunt? Există Ziua Mamei, există Ziua Tatălui, dar nu există Ziua Partenerei Lesbiene!", Ross răspunzându-i că "Fiecare zi este Ziua Partenerei Lesbiene!"). 